# Orde van Ontario

Lint

De Orde van  Ontario (Order of  Ontario) is een in 1986 ingestelde onderscheiding van de Canadese provincie Ontario. De Orde beloont "voortreffelijke prestaties en verdiensten op het hoogste niveau" maar wordt niet voor dapperheid toegekend.
De leden dragen hun onderscheiding om de hals en mogen de letters O.Ont achter hun naam plaatsen.